# Jessica Calvello
Jessica Calvello (Webster, Texas, 8 de agosto de 1973) es una actriz de voz y asistente de producción conocida principalmente por su trabajo de doblaje de anime, particularmente con ADV Films, Seraphim Digital/Sentai Filmworks, DuArt Film and Video, Media Blasters, Funimation, Central Park Media, Headline Sound Studios, New Generation Pictures, NYAV Post, 4Kids Entertainment y también conocida por su trabajo de voz que no es de anime en una serie de cortometrajes animados de Cyanide and Happiness. Algunos de sus papeles más conocidos son Excel en Excel Saga, Nanael en Queen's Blade, Kanako Miyamae en Maria Holic, Zoe Hange en Shingeki no Kyojin y Honey Kisaragi en New Cutie Honey, en la que fue creada personalmente por el creador de la franquicia Cutie Honey, Go Nagai, como La encantadora Guerrera, Honey Kisaragi. Jessica dice que en todos sus años de trabajo en la industria, este es su logro más preciado y honrado.

## Filmografía

### Doblajes de producciones de acción real
- XX: Utsukushiki karyuudo - Shion
- XX: Utsukushiki emono - Noriko
- Big Boobs Buster - Masako
- Nawa Shi Jikenbo - Reiko
- The Dimension Travelers - Mayumi Iwase
- Zero Woman: Namae no nai onna - Reiko Sato

### Videojuegos
- Street Fighter V - Yamato Nadeshiko
- Tycoon City: New York

## Créditos de producción

### Asistente de producción
- Comic Party
- Gravitation
- K.O. Beast
- Madara
- Shingu: Secret of the Stellar Wars